# Nils Hellsten (tirador d'esgrima)
Nils Hellsten   (Estocolm, 19 de febrer de 1886 - Estocolm, 12 d'abril de 1962) va ser un tirador d'esgrima suec que va competir durant la dècada de 1920. Va prendre part en tres edicions dels Jocs Olímpics, el 1920, 1924 i 1928.
El 1920, als Jocs d'Anvers disputà tres proves del programa d'esgrima, sent el millor resultat l'onzena posició en la prova d'espasa per equips. Quatre anys més tard, als Jocs de París, disputà dues proves del programa d'esgrima. En la competició d'espasa individual guanyà la medalla de bronze, mentre en la d'espasa per equips quedà eliminat en sèries. La tercera i darrera participació en uns Jocs fou el 1928 a Amsterdam. Allà disputà dues proves del programa d'esgrima. En la competició d'espasa individual fou cinquè, mentre en la d'espasa per equips quedà eliminat en sèries.
En el seu palmarès també destaquen dues medalles de bronze al campionat del món d'esgrima d'espasa per equips, el 1931 i 1934.